# Entoloma vinaceum
Entoloma vinaceum är en svampart som först beskrevs av Giovanni Antonio Scopoli, och fick sitt nu gällande namn av Arnolds & Noordel. 1979. Entoloma vinaceum ingår i släktet Entoloma och familjen Entolomataceae.  Arten är reproducerande i Sverige. Inga underarter finns listade i Catalogue of Life.